# Amt Temnitz
Amt Temnitz är ett kommunalförbund (tyska: Amt) i Tyskland, beläget i Landkreis Ostprignitz-Ruppin i förbundslandet Brandenburg.  Till amtet hör kommunerna Dabergotz, Märkisch Linden, Storbeck-Frankendorf, Temnitzquell, Temnitztal och Walsleben, med en sammanlagd befolkning på 5 317 invånare (2012).  Den största av de ingående kommunerna är Temnitztal, med 1 523 invånare (2011), medan sätet för den gemensamma administrationen ligger i Walsleben.
Amt Temnitz bildades 1992 och har sitt namn efter floden Temnitz som rinner genom området.

## Befolkningsutveckling
- Befolkningsutveckling sedan 1875 inom nuvarande kommungränser.
- Aktuella befolkningsutveckling (blå linje) och prognoser.

| År   | Invånare |
| ---- | -------- |
| 1875 | 7 412    |
| 1890 | 7 509    |
| 1910 | 6 798    |
| 1925 | 7 105    |
| 1933 | 6 844    |
| 1939 | 6 677    |
| 1946 | 11 328   |
| 1950 | 10 356   |
| 1964 | 7 202    |
| 1971 | 6 975    |

| År   | Invånare |
| ---- | -------- |
| 1981 | 6 003    |
| 1985 | 5 918    |
| 1989 | 5 828    |
| 1990 | 5 760    |
| 1991 | 5 675    |
| 1992 | 5 615    |
| 1993 | 5 638    |
| 1994 | 5 709    |
| 1995 | 5 699    |
| 1996 | 5 720    |

| År   | Invånare |
| ---- | -------- |
| 1997 | 5 810    |
| 1998 | 5 823    |
| 1999 | 5 890    |
| 2000 | 5 874    |
| 2001 | 5 903    |
| 2002 | 5 894    |
| 2003 | 5 827    |
| 2004 | 5 801    |
| 2005 | 5 724    |
| 2006 | 5 706    |

| År   | Invånare |
| ---- | -------- |
| 2007 | 5 682    |
| 2008 | 5 594    |
| 2009 | 5 535    |
| 2010 | 5 478    |
| 2011 | 5 339    |
| 2012 | 5 317    |
| 2013 | 5 256    |
| 2014 | 5 223    |
| 2015 | 5 284    |
| 2016 | 5 266    |

| År   | Invånare |
| ---- | -------- |
| 2017 | 5 270    |
| 2018 | 5 294    |
| 2019 | 5 384    |
| 2020 | 5 479    |

Detaljerade källor anges i Wikimedia Commons..